# Coptotelia
Coptotelia é um gênero de traça pertencente à família Agonoxenidae.